# クエン酸CoAリガーゼ
クエン酸CoAリガーゼ(Citrate-CoA ligase、EC 6.2.1.18)は、以下の化学反応を触媒する酵素である。
ATP + クエン酸 + CoA{\displaystyle \rightleftharpoons }ADP + リン酸 + (3S)-シトリルCoA
従って、この酵素の3つの基質はATPとクエン酸とCoA、3つの生成物はADPとリン酸と(3S)-シトリルCoAである。
この酵素は、リガーゼ、特に酸-チオールリガーゼに分類される。系統名は、クエン酸:CoAリガーゼ(ADP生成)である。その他よく用いられる名前に、citryl-CoA synthetase、citrate:CoA ligase、citrate thiokinase等がある。
この酵素は、クエン酸回路に関与している。 